# Tranemo socken
Tranemo socken i Västergötland ingick i Kinds härad, ingår sedan 1971 i Tranemo kommun och motsvarar från 2016 Tranemo distrikt.
Socknens areal är 132,72 kvadratkilometer varav 129,34 land. År 2000 fanns här 4 255 invånare.  En del av tätorterna Limmared och Uddebo samt tätorterna Rosenlund och Tranemo med sockenkyrkan Tranemo kyrka ligger i socknen. 

## Administrativ historik
Socknen har medeltida ursprung. Vid en tidpunkt några år efter 1546 införlivades Limmareds och Tyggestorps socknar.
Vid kommunreformen 1862 övergick socknens ansvar för de kyrkliga frågorna till Tranemo församling och för de borgerliga frågorna bildades Tranemo landskommun. Landskommunen utökades 1952 och 1967 och ombildades 1971 till Tranemo kommun.
1 januari 2016 inrättades distriktet Tranemo, med samma omfattning som församlingen hade 1999/2000.  
Socknen har tillhört län, fögderier, tingslag och domsagor enligt vad som beskrivs i artikeln Kinds härad. De indelta soldaterna tillhörde Älvsborgs regemente, Norra Kinds kompani och Västgöta regemente, Elfsborgs kompani.

## Geografi
Tranemo socken ligger nordväst om Gislaved kring Lillån och Assman. Socknen är en kuperad moss- och sjörik skogsbygd med viss odlingsbygd främst i ådalarna.

## Fornlämningar

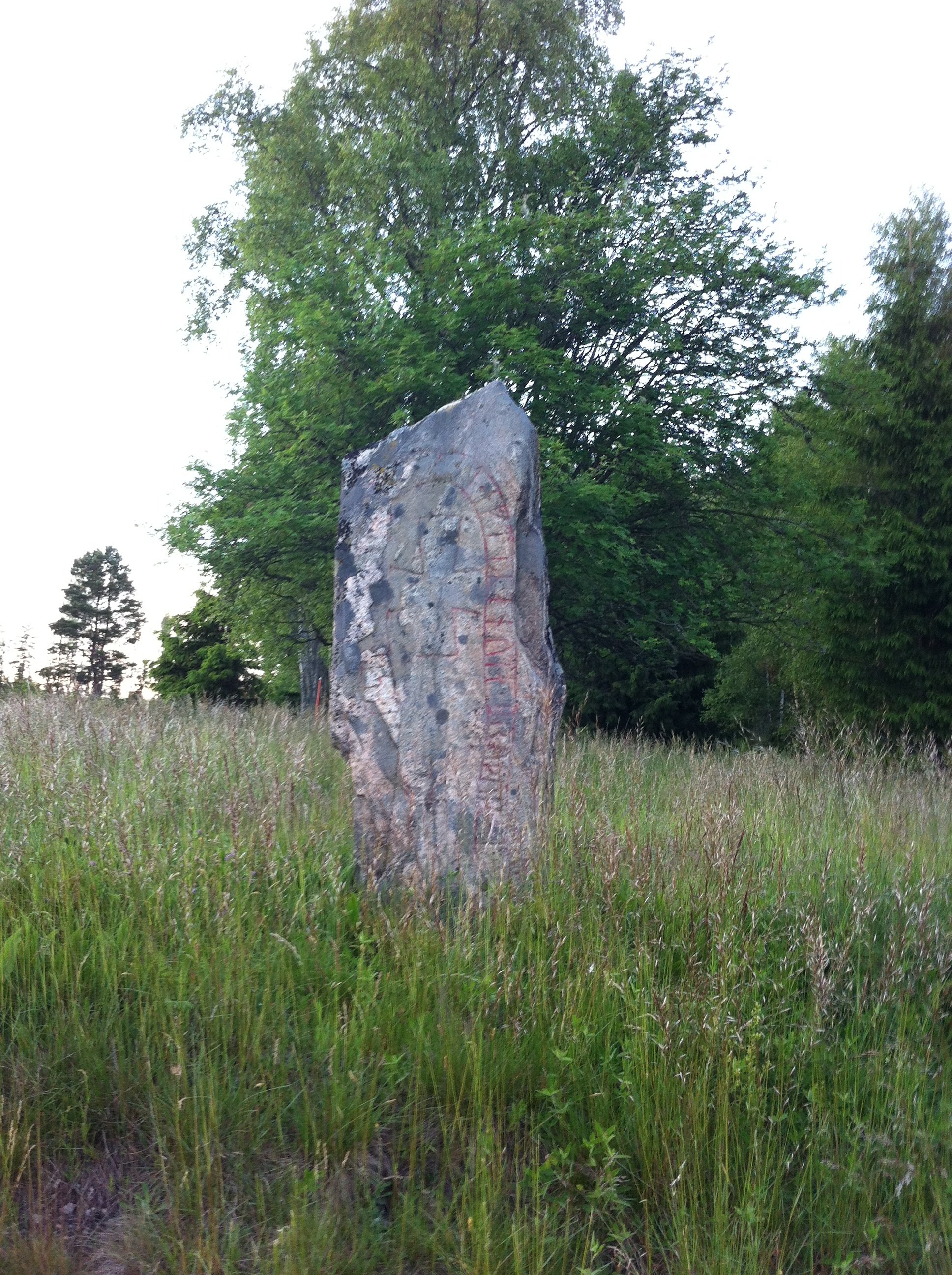
Runstenen i Normanslid

Från bronsåldern finns gravrösen. Från järnåldern finns tolv gravfält domarringar och resta stenar. I Normanslid, mellan Tranemo och Uddebo, finns såväl en runsten som rester av en skeppssättning.

## Namnet
Namnet skrevs 1413 Tranumoo och kommer från prästgården. Namnet innehåller trana och mo, 'sandig mark'.